# SST Records
SST Records es un sello discográfico estadounidense de música independiente, fundado en 1978 por el guitarrista y compositor Greg Ginn de la banda Black Flag.